# Jiří Bílek z Bilenberku
Jiří Bílek z Bilenberku (1588?, Rajhrad? – 25. května 1657, Český Krumlov) byl český duchovní, vlastenec, děkan
kapituly staroboleslavské a v Českém Krumlově v době předbělohorské a za třicetileté války.

## Život

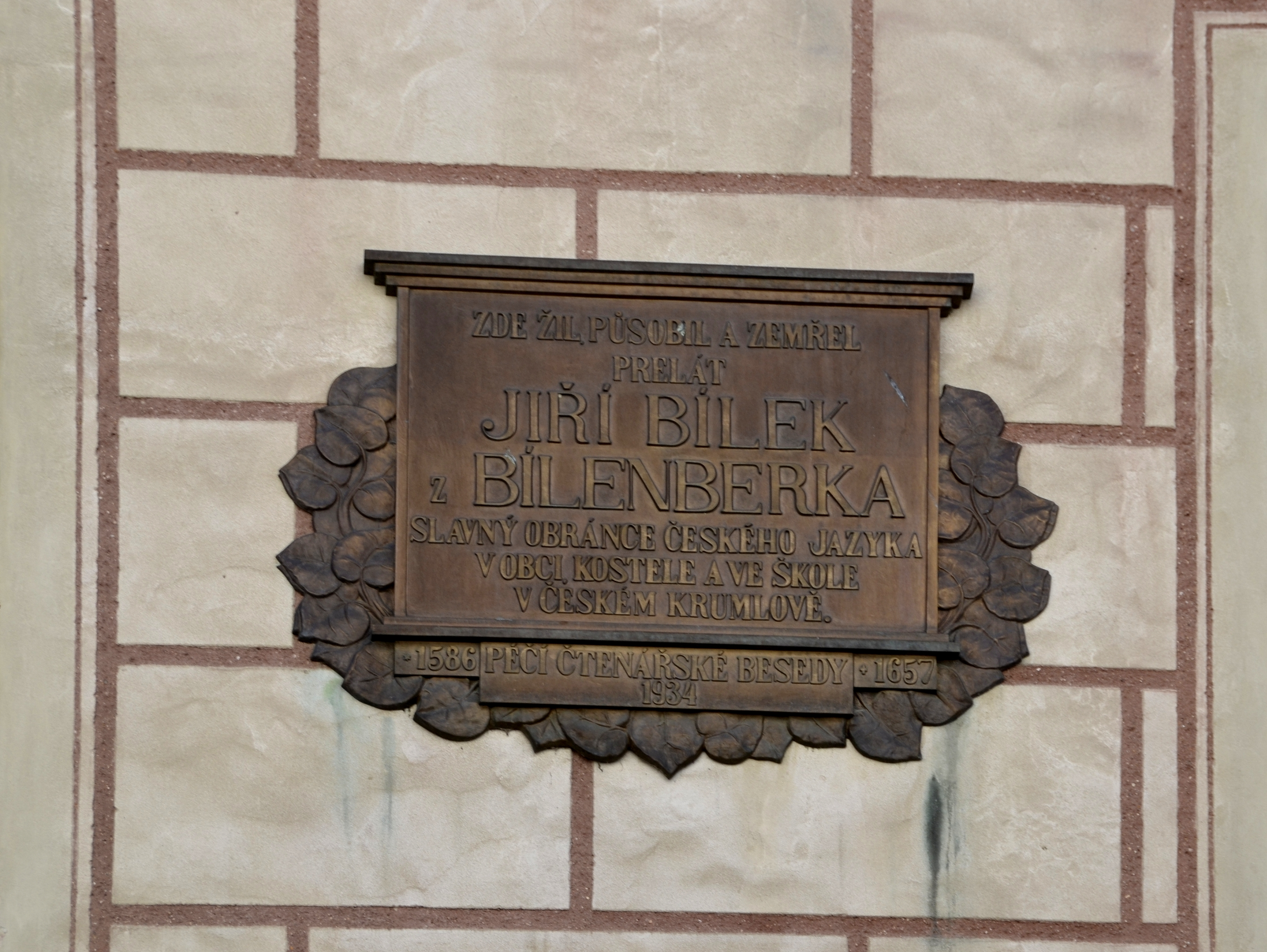
Pamětní deska v Českém Krumlově

Narodil se v osmdesátých letech 16. století snad roku 1588 nejspíše v Rajhradě. Studoval u jezuitů nejdříve na gymnáziu v Jindřichově Hradci potom v Praze. Po svém vysvěcení na kněze působil krátce jako farář v Stolanech u Chrudimi, poté v Chotěšově u Plzně a v letech 1614-1615 krátce také v protestantských Pardubicích, odkud se vrátil zpět do Chotěšova.
Po Bílé hoře se stal nejdříve děkanem v Chrudimi. Téhož roku 1624 byl jmenován kanovníkem vyšehradské kapituly. O dva roky později zaujal post arciděkana v královském a do té doby silně utrakvistickém městě Kutné Hoře. V září 1627 byl jmenován děkanem Kolegiátní kapituly staroboleslavské, pověřen správou tohoto významného poutního místa a zároveň vikářem Kouřimského vikariátu. Ve funkci děkana zakoušel obtížné období třicetileté války, kdy Boleslav zažila několikrát obsazení a plenění nepřátelským vojskem. Roku 1632 se mu nepodařilo ochránit kapitulní poklad ani jeho nejcennější součást Palladium země české před odcizením Sasy. Osobně se ovšem angažoval v jeho opětovném vykoupení (1636) a slavnostním navrácení v září 1638, jehož se zúčastnil i císař Ferdinand III. a při němž držel v chrámu Panny Marie slavností kázání. Již rok nato musel Palladium spolu s pokladem znovu ukrýt do Prahy před hrozbou Švédskou. Roku 1630 byl povýšen do šlechtického stavu s přídomkem z Bilenberku.
Ze Staré Boleslavi odešel Bílek roku 1640 načas do Prahy. Stará Boleslav byla v důsledku válečných událostí v troskách a taktéž byla vypálena Staroboleslavská kapitula. V Praze působil při kostele sv. Vojtěcha a poté u sv. Štěpána.
Od roku 1642 působil jako arciděkan v Českém Krumlově. Je velmi pravděpodobné, že do jižních Čech nechal přesídlit některé své bývalé poddané, se kterými měl dobré vztahy, ze Staré Boleslavi a usídlil je na majetku Českokrumlovské fary. Byl velkým obhájcem českého jazyka, jak ve svém kostele tak ve městě, proti německým obyvatelům. Navštěvoval ho zde také jeho přítel Bohuslav Balbín během svého působení v Jindřichově Hradci. Ten od něj získal mnoho důležitých podkladů pro své knihy o historii Staré Boleslavi. Roku 1655 získal od papeže Alexandra VII. právo nosit pontifikálie a tato výsada přešla i na jeho nástupce. V Krumlově také roku 1657 zemřel.